# Чемпіонат світу з трекових велоперегонів 1993
Чемпіонат світу з трекових велоперегонів 1993 проходив у серпні 1993 року в місті Гамар, Норвегія. З цього року всі чемпіонати вважаються «відкритими» і участь у них можуть брати як професіонали, так і аматори за рішенням національної федерації. Усього на чемпіонаті розіграли 11 комплектів нагород — 8 у чоловіків та 3 у жінок.

## Медалісти

### Чоловіки
| Дисципліна                         | Золото                                                             | Срібло                                                      | Бронза                                                                  |
| Спринт                             | Гарі Нейванд                                                       | Міхаель Хюбнер                                              | Ейк Покорний                                                            |
| Гіт на 1000 м                      | Флоріан Руссо                                                      | Шейн Келлі                                                  | Єнс Ґлюкліх                                                             |
| Індивідуальна гонка переслідування | Грем Обрі                                                          | Філіп Ермено                                                | Кріс Бордмен                                                            |
| Командна гонка переслідування      | Австралія Бретт Ейткен Тім О'Шеннессі Біллі Шерсбі Стюарт О'Грейді | Німеччина Ґвідо Фульст Андреас Бах Єнс Леманн Торстен Шмідт | Данія Джиммі Медсен Клаус Кюнде Нільсен Ян Бо Петерсен Ларс Отто Ольсен |
| Спринт на тандемах                 | Італія Федеріко Паріс Роберто Кьяппа                               | Австралія Стівен Пейт Денні Дей                             | Чехія Арношт Дрцманек Любомір Гарґаш                                    |
| Кейрін                             | Гарі Нейванд                                                       | Марті Нотштайн                                              | Йошіока Тошімаса                                                        |
| Гонка за очками                    | Етьєн де Вайльд                                                    | Ерік Маньян                                                 | Василь Яковлєв                                                          |
| Гонка за лідером                   | Єнс Веґербі                                                        | Роланд Кьонгсхофер                                          | Карстен Подлеш                                                          |

### Жінки
| Дисципліна                         | Золото         | Срібло               | Бронза              |
| Спринт                             | Таня Дубнікоф  | Інгрід Харінга       | Наталі Івен-Лансьєн |
| Індивідуальна гонка переслідування | Ребекка Твіґ   | Маріон Кліньє        | Джені Ейкгофф       |
| Гонка за очками                    | Інгрід Харінга | Світлана Самохвалова | Джесіка Ґріко       |

## Загальний медальний залік
| Місце  | Країна          | Золото | Срібло | Бронза | Загалом |
| ------ | --------------- | ------ | ------ | ------ | ------- |
| 1      | Австралія       | 3      | 2      |        | 5       |
| 2      | Франція         | 1      | 3      | 1      | 5       |
| 3      | США             | 1      | 1      | 2      | 4       |
| 4      | Нідерланди      | 1      | 1      |        | 2       |
| 5      | Данія           | 1      |        | 1      | 2       |
| 5      | Велика Британія | 1      |        | 1      | 2       |
| 7      | Бельгія         | 1      |        |        | 1       |
| 7      | Італія          | 1      |        |        | 1       |
| 7      | Канада          | 1      |        |        | 1       |
| 10     | Німеччина       |        | 2      | 3      | 5       |
| 11     | Австрія         |        | 1      |        | 1       |
| 11     | Росія           |        | 1      |        | 1       |
| 13     | Україна         |        |        | 1      | 1       |
| 13     | Чехія           |        |        | 1      | 1       |
| 13     | Японія          |        |        | 1      | 1       |
| Всього | Всього          | 11     | 11     | 11     | 33      |